# Boris Johnson
Alexander Boris de Pfeffel Johnson (New York, 19 juni 1964) is een in de Verenigde Staten geboren voormalig Brits premier en voormalig parlementslid van de Conservative Party, historicus, schrijver en voormalig journalist. Van 24 juli 2019 tot en met 6 september 2022 was hij premier van het Verenigd Koninkrijk. Van 9 juni 2001 tot en met 4 juni 2008 en van 7 mei 2015 tot en met 9 juni 2023 was hij lid van het Lagerhuis.
Van 2008 tot 2016 diende hij als burgemeester van Londen. Van 13 juli 2016 tot en met 9 juli 2018 vervulde hij de functie van minister van Buitenlandse Zaken en het Gemenebest (Secretary of State and Commonwealth) in het kabinet-May I en het kabinet-May II.
Op 23 juli 2019 werd Johnson door de leden van de Conservative Party gekozen tot partijleider. Hiermee volgde hij tevens Theresa May op als premier. Op 12 december 2019 werd zijn positie geconsolideerd door het winnen van een grote meerderheid bij de Lagerhuisverkiezingen. Op 31 januari 2020 verliet het Verenigd Koninkrijk de Europese Unie, waar Johnson zich sterk voor had gemaakt.

## Levensloop
Johnson is een achterkleinzoon van Ali Kemal, een Turkse journalist die begin 20e eeuw kortstondig als minister van Binnenlandse Zaken diende in de Osmaanse regering van grootvizier Ahmed Tevfik Pasja. Johnsons Turkse overgrootouders emigreerden in 1910 naar het Verenigd Koninkrijk en tijdens de Eerste Wereldoorlog, waarin het Osmaanse Rijk aan de Duits-Oostenrijkse kant vocht, nam zijn grootvader de Britse nationaliteit aan en veranderde zijn achternaam naar Johnson, de geboortenaam van zijn Britse vrouw. Andere overgrootouders waren de suffragette Millicent Fawcett en een Duitse prins. De vader van Boris, Stanley Johnson, geboren in 1940, is journalist, schrijver en voormalig Brits parlementslid en topambtenaar van de Europese Unie. Zijn moeder Charlotte Johnson geboren Fawcett (1942) is kunstenares en schildert portretten en landschappen. Zijn ouders scheidden in 1979.
Johnson verhuisde in 1973 naar Brussel, waar zijn vader Stanley in dienst was getreden van de Europese Commissie. Johnson volgde twee jaar lager onderwijs aan de Europese School in Ukkel. Omdat zijn moeder problemen kreeg met haar mentale gezondheid, werd Boris als oudste zoon, samen met zijn drie broers en hun zus, naar de particuliere preparatory school Ashdown House in East Sussex gestuurd, om ze voor te bereiden op een hogere opleiding. Verdere kostschooljaren bracht Johnson door aan de exclusieve public school Eton College. Daarna schreef hij zich in voor Klassieke Studies in Balliol College aan de Universiteit van Oxford. Hij was er lid van de Bullingdon Club, net als David Cameron en Radosław Sikorski. Na een mislukte poging werd Johnson in 1986 ook voorzitter van de debatclub Oxford Union Society, een positie die fel werd begeerd door aspirant-Tories omdat deze gezien werd als de eerste stap naar het premierschap.
Na Oxford werd Johnson journalist. Hij begon zijn loopbaan in 1987 bij The Times, maar werd ontslagen voor het vervalsen van een citaat. Daarop kon hij via een studievriend aan de slag bij The Daily Telegraph, waar hij van 1989 tot 1994 correspondent Europese Unie was. In Brussel ontpopte hij zich tot een van de schaarse eurosceptische stemmen, maar liet zich herhaaldelijk betrappen op overdrijvingen, verzinsels en leugens, bijvoorbeeld over normen voor condooms en bananen en een nieuw commissiegebouw dat het grootste ter wereld zou worden. Hij keerde in 1994 terug naar Engeland en schreef vijf jaar lang politieke columns voor de Telegraph en het zustertijdschrift The Spectator. Van 1999 tot 2005 was hij hoofdredacteur van The Spectator.
Johnson heeft vier autobiografische boeken en twee romans geschreven. Hij heeft ook een serie documentaires voor de BBC geproduceerd, The Dream of Rome (2006), waarin hij vergelijkingen trekt tussen de Europese Unie en het Romeinse Rijk. Hij kreeg veel bekendheid door zijn optredens in het BBC-programma Have I Got News for You, waaronder vier keer als presentator. Hiervoor werd hij in 2004 genomineerd voor een BAFTA-prijs. In 2006 kwam een biografie over Johnson uit.
In april 2016 kondigde Johnsons uitgever de publicatie aan van een biografie van William Shakespeare, getiteld Shakespeare: The Riddle of Genius. In juli 2016 werd bekendgemaakt dat het boek voorlopig niet zou verschijnen. Zijn nieuwe taken als minister van Buitenlandse Zaken namen hem te veel in beslag.
Na zijn ministerschap werd Johnson bij The Daily Telegraph opnieuw aangenomen als columnist. Voor zijn wekelijkse bijdrage van 1.100 woorden ontving hij een jaarsalaris van £275.000.
In de op 30 januari 2023 door de BBC uitgezonden documentaire, die gaat over de groeiende spanningen tussen de Russische leider en het Westen in de jaren voor de invasie in Oekraïne, vertelt hij dat in een telefoongesprek vlak voor de Russische inval in Oekraïne, Vladimir Poetin een raket op hem af dreigde te vuren.

## Politieke loopbaan

### Lagerhuislid
Na in 1997 een verkiezing tot parlementslid te hebben verloren, lukte het Johnson in 2001 wel om parlementslid te worden, voor Henley-on-Thames. In 2004 werd hij minister van Kunst in het schaduwkabinet van de Conservative Party en vicevoorzitter van de partij, maar al in november van dat jaar werd hij afgezet door partijleider Michael Howard nadat hij gelogen had over beschuldigingen van een buitenechtelijke relatie met journaliste Petronella Wyatt, adjunct-hoofdredacteur van The Spectator. Een jaar later werd hij weer schaduwminister, ditmaal voor onderwijs. In 2006 kwamen nieuwe beschuldigingen over een buitenechtelijke relatie, maar partijleider David Cameron koos ervoor om de zaak ditmaal te negeren.

### Burgemeester van Londen
Op 1 mei 2008 werd hij tot burgemeester van Londen gekozen als kandidaat van de Conservative Party. Met een opkomst van 45% kreeg hij 1.168.738 stemmen tegenover 1.028.966 voor de zittende burgemeester Ken Livingstone. In zijn eerste termijn als burgemeester besteedde Johnson veel aandacht aan het openbaar vervoer. Zo heeft hij het gebruik van alcohol in de metro van Londen verboden, en verving hij de impopulaire harmonicabussen door een moderne uitvoering ("Borismaster") van de traditionele dubbeldeksbus ("Routemaster"). Daar stond tegenover dat de prijzen met meer dan de helft stegen. Voor zijn tweede termijn bepleitte hij meer metrotreinen zonder bestuurder, naar het voorbeeld van de Docklands Light Railway in Oost-Londen.
Johnson kreeg tijdens de sluitingsceremonie van de Olympische Zomerspelen van 2008 de Olympische vlag overhandigd door IOC-voorzitter Jacques Rogge. Daarna hield hij een toespraak voor de Britse ploeg, waarin hij het aftellen naar de Olympische Zomerspelen van 2012 in Londen onderstreepte met de woorden: Pingpong is coming home!
Johnson startte een programma voor de introductie van stadsfietsen. Deze variant van de deelfiets wordt wel de "Boris Bike" genoemd en staat officieel bekend onder de naam Santander Cycles. Dit programma wordt bekritiseerd omdat het te duur zou zijn, maar Johnson beloofde dat het rond 2015 break even zou draaien. Zelf fietste de burgemeester graag door de stad, waarbij hij in november 2009 wist te voorkomen dat een vrouw door een groep tieners gemolesteerd werd.
Op 4 mei 2012 versloeg Johnson zijn uitdager (en voorganger) Ken Livingstone bij de burgemeestersverkiezingen en werd hij opnieuw verkozen als burgemeester van Londen voor een termijn van vier jaar. In mei 2016 werd hij als burgemeester van Londen opgevolgd door de Labourpoliticus Sadiq Khan.

### Opnieuw Lagerhuislid
In augustus 2014 kondigde hij, na langdurige speculatie, aan opnieuw lid van het Lagerhuis te willen worden. In 2015 werd hij opnieuw Lagerhuislid, ditmaal voor het kiesdistrict Uxbridge and South Ruislip. Hij werd gezien als een serieuze kandidaat-opvolger van premier David Cameron.
In februari 2016 viel Johnson op nadat Cameron had aangekondigd dat op 23 juni van dat jaar het referendum over het EU-lidmaatschap van het Verenigd Koninkrijk zou worden gehouden. In tegenstelling tot zijn partijgenoot sprak Johnson zich uit voor een uittreding van zijn land uit de Europese Unie, een zogeheten brexit. Johnson manifesteerde zich vervolgens als een van de voornaamste pleiters van een Brits vertrek uit de EU. Nadat het brexit-kamp het referendum won, tipte de Britse en buitenlandse pers Johnson als een van de belangrijkste kandidaten om Cameron op te volgen als partijleider en premier. Op 30 juni 2016 gaf Johnson echter te kennen dat hij daarvoor geen kandidaat was, nadat Michael Gove, met wie hij de brexit-campagne had gevoerd, had verklaard geen vertrouwen in zijn leiderschap te hebben. Vier dagen later gaf hij aan Andrea Leadsom, een van vijf kandidaten voor de opvolging van Cameron, te steunen. Volgens waarnemers leidde Johnsons steun ertoe dat Leadsom meer steunverklaringen van Lagerhuisleden verzamelde dan Gove, zodat zij en Theresa May overbleven als de twee kandidaten voor de verkiezing onder partijleden in september 2016. Die vond echter niet plaats omdat Leadsom zich terugtrok, zodat May op 13 juli 2016 een kabinet kon vormen. Johnson en Leadsom werden daarin minister.

### Ministerschap
Na het aantreden van Theresa May als opvolger van David Cameron werd Boris Johnson benoemd tot de Britse minister van Buitenlandse Zaken in het kabinet-May I. Zijn rol bij de onderhandelingen over de relatie met de Europese Unie was beperkt, omdat er een speciale brexit-ministerspost was gecreëerd. Na Johnsons benoeming uitten sommige critici hun zorg over zijn veronderstelde gebrek aan de benodigde diplomatieke gaven in de functie van minister van Buitenlandse Zaken. Uit het buitenland kwamen uitingen van ongeloof, besmuikte spot en ergernis. In een reactie beschuldigde zijn Franse collega-minister Jean-Marc Ayrault hem van leugens en zei dat hij een geloofwaardiger en betrouwbaarder onderhandelingspartner had verwacht.
Als minister trad Johnson niet altijd diplomatiek op. Over de brexit ventileerde hij herhaaldelijk inzichten die ingingen tegen het beleid van premier May, die dan verklaarde dat de woorden van de minister van Buitenlandse Zaken niet de mening van de regering vertolkten. In de zaak rond de Iraans-Britse Thomson Reuters-employée Nazanin Zaghari-Ratcliffe maakte Johnson een opmerking die hem ernstig is kwalijk genomen. Zij keerde niet terug van vakantie in Iran, omdat ze sinds april 2016 vastzat op beschuldiging van spionage. Tijdens haar rechtszaak ontkende zij, maar Boris Johnsons opmerking tegen een parlementaire commissie dat zij journalisten trainde, werd tegen haar gebruikt en verkleinde haar kans op een snelle vrijlating. Johnson bezocht Iran in december 2017 en sprak met zijn Iraanse collega in een poging zijn fout ongedaan te maken, maar Zaghari-Ratcliffe, die inmiddels tot vijf jaar gevangenisstraf was veroordeeld, bleef vastzitten.
Johnson bleef na de Britse Lagerhuisverkiezingen 2017 minister in het kabinet-May II, maar op 9 juli 2018 diende hij in navolging van brexit-minister David Davis zijn ontslag in, omdat hij het grondig oneens was met het brexit-beleid van Theresa May. Nog diezelfde dag werd hij opgevolgd door Jeremy Hunt.

### Backbencher en strijd om partijleiderschap
Nadat Theresa May op 24 mei 2019 haar aftreden aankondigde, was Johnson een van de kandidaten voor haar opvolging als leider van de Conservatieven en Brits premier. Door velen werd hij kansrijk genoemd. De Amerikaanse president Donald Trump noemde hem in een interview in The Sun een "uitstekende kandidaat". Johnson zelf was in het verleden minder lovend over Trump geweest. Op 23 juli 2019 werd bekend dat de leden van de conservatieve partij hem met twee derde meerderheid als nieuwe partijleider hadden gekozen; daarmee werd Johnson ook de beoogde premier.

### Premierschap
Als premier zag Johnson het als zijn primaire taak de Brexit met of zonder deal met de Europese Unie per 31 oktober 2019 doorgevoerd te krijgen. Hij benoemde de politieke strateeg Dominic Cummings, die in 2016 de Vote Leave-campagne had georganiseerd, tot zijn adviseur. Met name streefde hij ernaar de Ierse backstop uit de overeenkomst te halen die Theresa May met de EU sloot. Op 28 augustus kondigde hij aan het Britse parlement in de aanloop naar de datum van de Brexit langdurig te schorsen tot 14 oktober, volgens tegenstanders om te voorkomen dat parlement een stokje voor een no-dealbrexit zou kunnen steken. Het staatshoofd koningin Elizabeth willigde zijn verzoek in, maar velen in het parlement vonden de schorsing ("prorogation") voor zo'n lange periode ondemocratisch. Het Supreme Court oordeelde op 24 september 2019 unaniem dat de schorsing onwettig was geweest en daardoor feitelijk niet had plaatsgevonden.
Op 3 en 4 september 2019 verloor Johnson cruciale stemmingen in het Lagerhuis over wetsvoorstellen van de oppositie die de weg vrijmaken naar een verder uitstel van de Brexit, als er voor 31 oktober 2019 geen nieuwe deal met de Europese Unie over de voorwaarden van de Brexit tot stand komt. Hij reageerde daarop door de 21 partijgenoten die meestemden met de oppositie, onder wie prominente parlementsleden als Kenneth Clarke ("Father of the House"), Dominic Grieve, Philip Hammond, Nicholas Soames (kleinzoon van Winston Churchill) en Rory Stewart, uit de Conservatieve fractie te zetten. Hierdoor had Johnson geen werkende meerderheid meer (die was al marginaal met een meerderheid van één stem). Johnsons voorstel om vervroegde parlementsverkiezingen te houden op 15 oktober 2019 behaalde niet de vereiste twee derde meerderheid. Ook bij een tweede stemming, in de laatste vergadering voor het ingaan van de langdurige schorsing van het Lagerhuis, behaalde de premier geen tweede derde meerderheid voor verkiezingen op 15 oktober 2019. Johnson gaf, ondanks het van kracht worden van de wet die een Brexit zonder deal verbiedt, te kennen dat hij de Europese Unie geen verder uitstel van de Brexit zal vragen, als er voor 31 oktober geen akkoord tot stand komt. "I'd rather be dead in a ditch" (than ask for Brexit extension), aldus Boris Johnson toen de pers hem vragen stelde bij een bezoek aan Yorkshire.
Op 10 oktober vond er overleg plaats tussen Boris Johnson en de Ierse minister-president Leo Varadkar.De twee regeringsleiders ontwikkelden tijdens hun overleg de contouren van een oplossing voor het backstopprobleem. Dit was de basis voor een gewijzigd uittredingsakkoord. De stemming in het Lagerhuis over de overeenkomst stond gepland voor zaterdag 19 oktober 2019 maar werd na een motie van Oliver Letwin uitgesteld. Dit had als consequentie dat Johnson alsnog zeer tegen zijn zin bij de EU uitstel moest vragen tot 31 januari 2020 voor het geplande vertrek uit de EU. Hij stuurde nog diezelfde avond twee brieven naar Donald Tusk, de voorzitter van de Europese Raad. De eerste brief was een fotokopie van de wettekst die hem dwong om uitstel te vragen; deze brief had hij niet ondertekend. In een tweede brief liet hij weten verder uitstel een slecht idee te vinden. Deze brief had hij wel ondertekend.
Op 12 december won hij met zijn partij de Britse Lagerhuisverkiezingen 2019 waarna de Brexit op 31 januari 2020 een feit werd. Meteen daarna voerde hij een grootschalige herschikking van zijn kabinet door.
In 2021 behaalde Johnson een succes voor zijn post-Brexit-concept "global Britain", toen hij met de leiders van de Verenigde Staten en Australië het AUKUS-pact sloot, een bondgenootschap dat het VK terugbrengt in Zuid-Oost Azië. Ook in de Oekraïnecrisis handelde Johnson als leider van een bescheiden grootmacht, zonder het in zijn ogen moeizame en vaak vruchteloze overleg in Brussel.

#### Tijdens de coronacrisis
Op 24 maart 2020 kondigde Johnson vanwege de coronacrisis een lockdown aan.
Op 27 maart 2020 gaf Johnson in een videoboodschap aan dat hij besmet was met het SARS-CoV-2-virus dat COVID-19 veroorzaakt. Direct daarna ging hij in huisisolatie, maar bleef doorwerken. Op 5 april werd hij opgenomen in het ziekenhuis en opnieuw bleef hij actief als premier. Een dag later werd hij overgebracht naar de Intensievezorgafdeling, omdat zijn gezondheid verslechterde. Daarop nam minister van Buitenlandse zaken Dominic Raab zijn taken als premier tijdelijk over. Na drie dagen verruilde hij de IC-afdeling voor een standaard ziekenhuisbed. Na een week werd hij ontslagen uit het ziekenhuis en ging hij herstellen op landgoed Chequers.
In mei 2020 woonde hij een borrel bij in de tuin van zijn ambtswoning 10 Downing Street, terwijl de regering destijds burgers adviseerde thuis te blijven en geen afspraken te maken buitenshuis. Aanvankelijk noemde Johnson de bijeenkomst een werkbespreking; zijn uitleg leidde tot grote verontwaardiging, temeer toen aan het licht kwam dat er mogelijk wel acht 'parties' in de ambtswoning hadden plaatsgevonden met mogelijke overtreding van de COVID-regels. De affaire werd bekend onder de naam partygate. In januari 2022 bood hij in het Lagerhuis zijn excuses aan voor de gang van zaken. De politie startte een onderzoek naar veronderstelde wetsovertredingen. In juni van dat jaar werd er een vertrouwensstemming gehouden binnen zijn partij, deze overleefde Johnson met een kleine meerderheid.

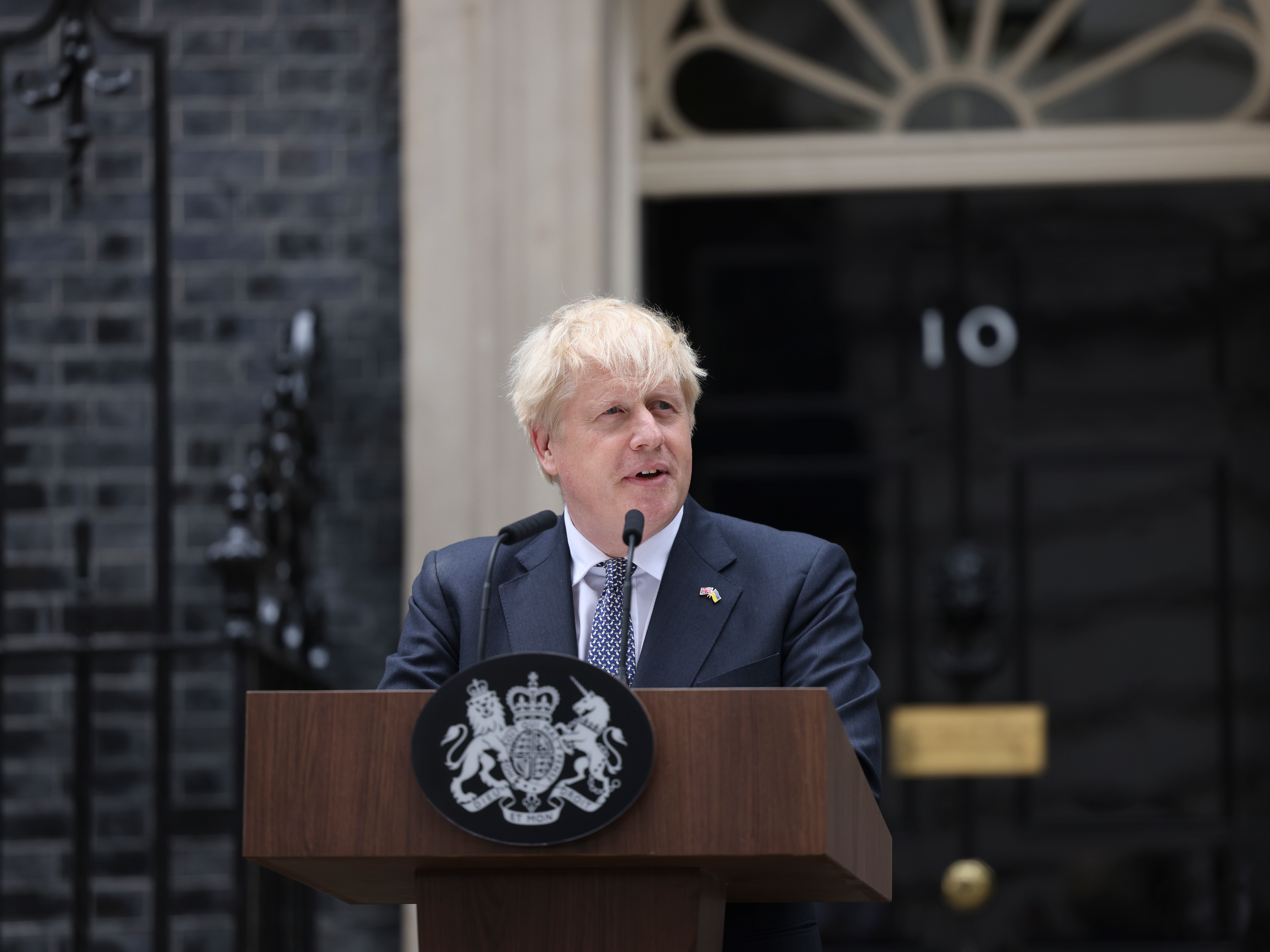
7 juli 2022: Johnson treedt af als leider van de Conservative Party

Premier Johnson en het imago van de Brexit kregen begin 2021 een opsteker, toen de Britten vooropliepen in de wereldwijde vaccinatiecampagne tegen het coronavirus. In december 2020 was Groot-Brittannië als eerste Westerse land begonnen met het vaccineren van de bevolking op basis van een voorlopige toelating van het Astra-Zeneca vaccin van eigen bodem. In feite hadden alle Europese landen eigenhandig tot goedkeuring en het opstarten van vaccinaties kunnen overgaan, maar de EU-lidstaten besloten gezamenlijk te wachten op een oordeel over de vaccins door het Europees Geneesmiddelenbureau (EMA). De Britten deden dat niet. Volgens de Britse minister van Volksgezondheid Nadine Dorries speelde de verandering in regelgeving als gevolg van Brexit wel een belangrijke rol in de snelle besluitvorming.

#### Aftreden
In juli 2022, echter, stapte een groot aantal van zijn kabinetsleden op nadat een nieuw schandaal naar boven was gekomen. Op 7 juli kondigde Johnson zijn aftreden aan als partijleider en daarmee ook als premier. Een dag later werd het wassen beeld van Johnson uit de Madame Tussauds van Blackpool verwijderd en neergezet voor het plaatselijke Job Centre.
Op 6 september 2022 diende Johnson zijn ontslag in bij koningin Elizabeth II op haar landgoed Balmoral Castle in Schotland. Hij werd op 6 september 2022 opgevolgd door Liz Truss als partijleider en premier.
Op 20 oktober 2022 diende Truss haar ontslag in als partijleider en kondigde aan als premier af te treden zodra er een opvolger was. Politieke supporters van Johnson waren overtuigd dat hij zich kandidaat zou stellen, en er waren verkennende gesprekken tussen Johnson en de andere kandidaten Sunak en Mordaunt. Op 23 oktober verklaarde Johnson dat hij zich niet officieel kandidaat zou stellen. Hij beweerde wel de benodigde steun van minimaal honderd Lagerhuisleden te hebben om zich officieel te kandideren; 57 parlementariërs hadden publiekelijk hun steun voor zijn kandidatuur bekendgemaakt. Het was, zo beweerde hij, echter niet het juiste moment om terug te keren als premier. Om effectief te kunnen regeren, zo zei hij, moest een premier kunnen rekenen op een verenigde partij in het parlement en dat was in zijn geval niet zo.

## Persoonlijk
Johnson heeft in ieder geval acht kinderen uit verschillende relaties. Van 1987 tot 1993 was Johnson getrouwd met Allegra Mostyn-Owen. Na hun echtscheiding hertrouwde hij met de Britse advocaat Marina Wheeler. Samen kregen zij vier kinderen. In september 2018 kondigden Johnson en Wheeler aan dat ze gingen scheiden. Johnson kreeg ook een kind uit een buitenechtelijke affaire met een journaliste.
In februari 2020 kondigde Johnson aan dat hij zich had verloofd met Carrie Symonds, politiek adviseur en voormalig persmedewerker van de Conservative Party. In 2020 werd hun eerste kind geboren. Op 29 mei 2021 trouwde het stel in Londen. In 2021 en 2023 werden ze opnieuw ouders.
Omdat hij geboren is in New York, kreeg Johnson bij zijn geboorte naast de Britse ook de Amerikaanse nationaliteit. In 2016 deed hij daar afstand van.

## Afbeeldingen

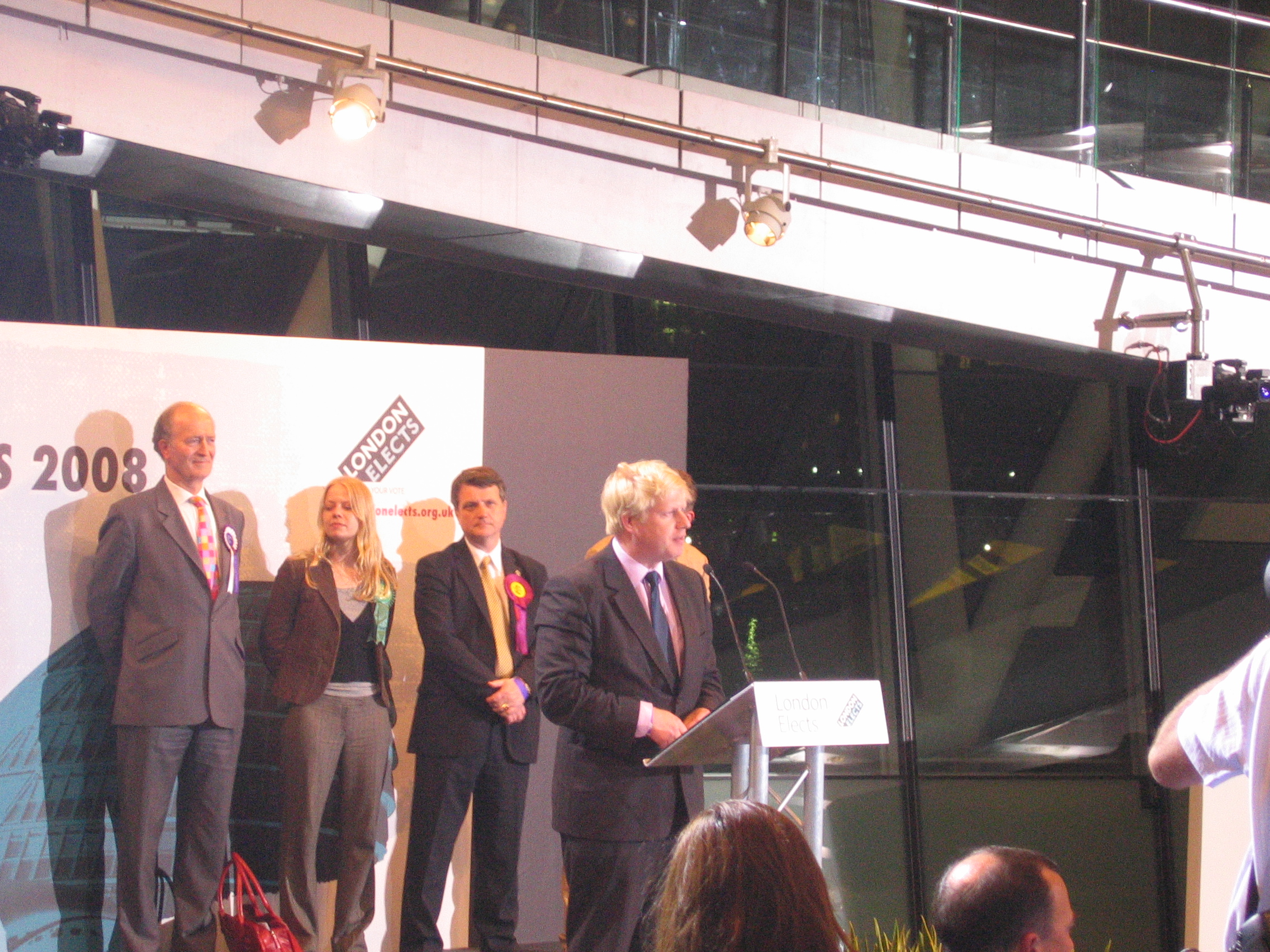
Johnson geeft een toespraak na zijn overwinning in de verkiezingen van 2008
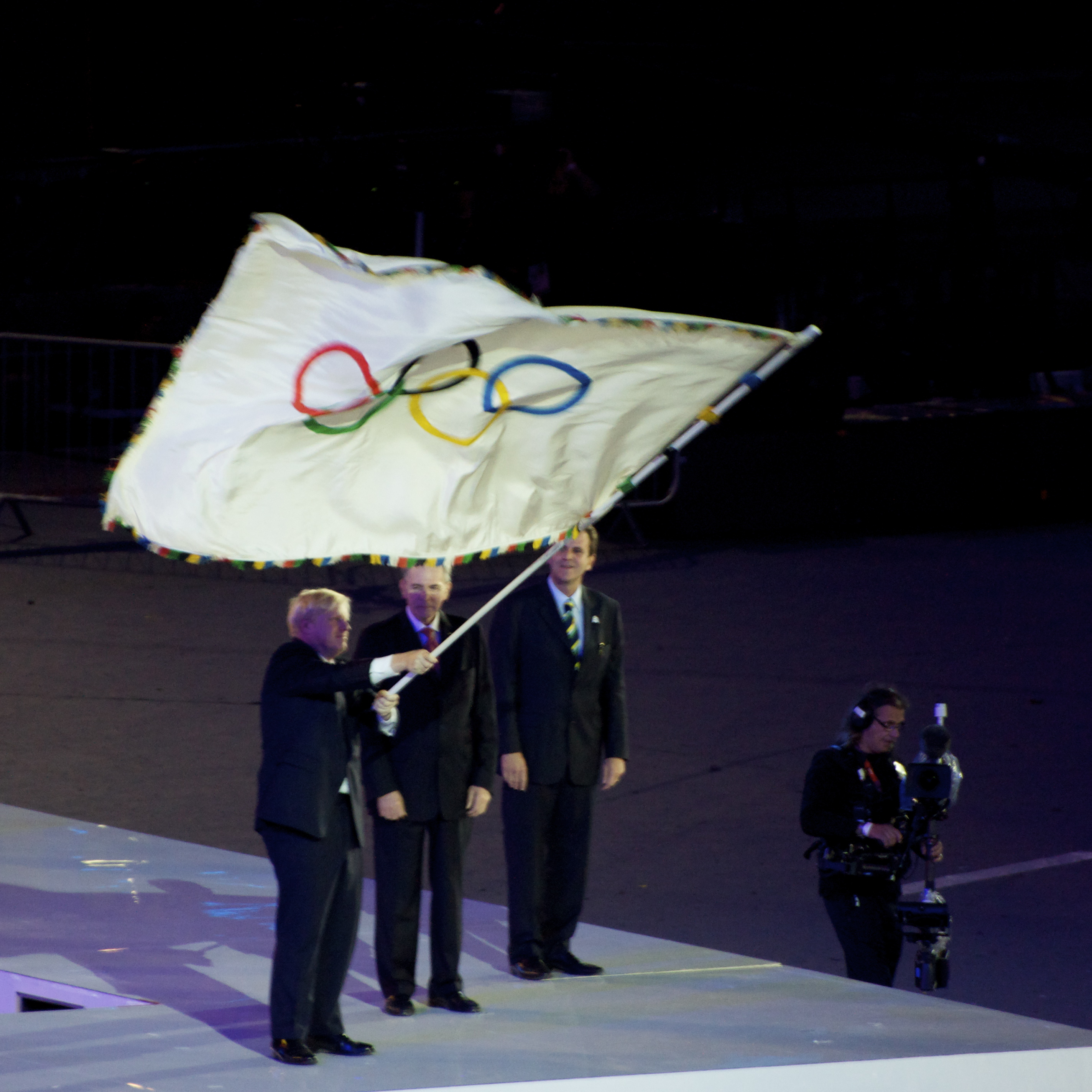
Johnson zwaait met de olympische vlag tijdens de sluitingsceremonie van de Olympische Spelen van 2012